# Лицева парализа
Лицевата парализа е много рядко срещано заболяване. Представлява пълна или частична загуба на мускулните движения в областта на лицето.
В зависимост от степента на увреждане на лицевия нерв се различават няколко степени на заболяването:
- нормална – задружни движения на лицето;
- лека – изразява се в лека деформация на лицето и асиметрия с мимиките на челото;
- умерена – очевидна асиметрия на лицето;
- значителна – много трудно движение на челото;
- тежка – невъзможност да се затваря окото, затруднен говор;
- тотална – невъзможен говор;
Лицевата парализа може да засегне както мъже, така и жени, като по-често се среща при възрастните хора.
Най-често срещаните причини за болестта са тумор, травма на главата, също така може да се получи и от простуда.